# Antonio Tajani
Antonio Tajani (ur. 4 sierpnia 1953 w Rzymie) – włoski dziennikarz i polityk, komisarz UE ds. przemysłu i przedsiębiorczości, w latach 1994–2008 oraz 2014–2022 deputowany do Parlamentu Europejskiego IV, V, VI, VIII i IX kadencji, w latach 2017–2019 przewodniczący Parlamentu Europejskiego, parlamentarzysta krajowy, od 2022 wicepremier i minister spraw zagranicznych, od 2023 lider Forza Italia.

## Życiorys
Ukończył studia prawnicze na Uniwersytecie Rzymskim – Sapienza. Był wydawcą czasopisma „Il Settimanale”, prezenterem programu informacyjnego w stacji Radio 1, a także kierował rzymskim biurem wydawniczym gazety „il Giornale”.
W 1994 pełnił funkcję rzecznika prasowego premiera Silvia Berlusconiego. W tym samym roku należał do założycieli nowej partii politycznej – Forza Italia. Od 1994 do 2008 sprawował mandat deputowanego do Parlamentu Europejskiego, zasiadając we frakcji Europejskiej Partii Ludowej – Europejskich Demokratów.
W czerwcu 2008 został wiceprzewodniczącym Komisji Europejskiej oraz komisarzem do spraw transportu, zastępując na tym stanowisku Franca Frattiniego, który objął urząd ministra spraw zagranicznych w czwartym rządzie Silvia Berlusconiego. W listopadzie 2009 ogłoszono, iż w nowej komisji José Barroso zostanie powołany na komisarza ds. przemysłu i przedsiębiorczości. Urzędowanie rozpoczął w lutym 2010 po głosowaniu w Parlamencie Europejskim, pozostał również wiceprzewodniczącym KE.
W 2014 z listy reaktywowanej Forza Italia ponownie uzyskał mandat posła do Parlamentu Europejskiego. W związku z tym w lipcu 2014 odszedł ze stanowiska w KE. 1 lipca 2014 został wybrany na wiceprzewodniczącego Parlamentu Europejskiego, a 17 stycznia 2017 został wybrany na nowego przewodniczącego Europarlamentu VIII kadencji, zastępując na tym stanowisku Martina Schulza. Jego kontrkandydatem w ostatniej turze głosowania był Gianni Pittella. Piastował to stanowisko do końca kadencji, tj. do 1 lipca 2019. W wyborach w tym samym roku z powodzeniem ubiegał się o reelekcję do PE IX kadencji.
Powołany na funkcję koordynatora krajowego Forza Italia. W 2022 został wybrany w skład Izby Deputowanych. W październiku tego samego roku objął stanowiska wicepremiera i ministra spraw zagranicznych w rządzie Giorgii Meloni. W lipcu 2023, kilka tygodni po śmierci Silvia Berlusconiego, został nowym liderem FI.

## Odznaczenia
- Krzyż Wielki Orderu Wiernej Służby (Rumunia, 2007)[11]
- Oficer Legii Honorowej (Francja, 2012)[12]
- Krzyż Wielki Orderu Zasługi Cywilnej (Hiszpania, 2013)[13]
- Krzyż Wielki Orderu Bernardo O’Higginsa (Chile, 2015)